# Életbiztosítás
Az életbiztosítás egy, a személybiztosítások körébe tartozó biztosítási forma. Az életbiztosításban a biztosító a biztosított életével kapcsolatos valamely kockázat vagy esemény (például házasság, nyugdíj stb.) bekövetkezésére vállal szolgáltatást.

## Az életbiztosítás szereplői
Szerződő: Az életbiztosításban a szerződőnek van díjfizetési kötelezettsége. Amennyiben a szerződő nem azonos a biztosítottal, úgy a szerződés megkötéséhez illetve módosításához a biztosított hozzájárulása szükséges.
Biztosított: Az életbiztosítási szerződés biztosítottja az a személy, akinek az életével kapcsolatos kockázat/esemény bekövetkezése esetén a biztosító szolgáltat. A biztosított kizárólag természetes személy lehet, a biztosítás megkötéséhez adott hozzájárulását bármikor visszavonhatja.
Kedvezményezett: A szerződő és a biztosított által közösen megjelölt személy, akinek a biztosító szolgáltat. Érthető módon a haláleseti kedvezményezett a biztosított nem lehet.

## Az életbiztosítás főbb típusai
Kockázati életbiztosítás: a biztosított (vagy a biztosítottak egyikének) halála, betegsége, balesete esetén szolgáltat, ha a biztosítási idő alatt biztosítási esemény nem történt, kifizetés nélkül megszűnik. Ez nem megtakarítás célú életbiztosítás, jellegét tekintve leginkább a lakásbiztosításhoz hasonlítható abban az értelemben, hogy csak káreset esetén fizet. Általában modulonként kérhető, hogy milyen esetekre fizessen (baleseti halál, baleseti rokkantság, kórházi ápolás, rettegett betegségek stb, stb.), természetesen a fizetendő havi díjat befolyásolja, hogy milyen esetekben térít a biztosító.
Csoportos életbiztosítás: Általában cégek számára kifejlesztett csoportos kockázati biztosítás, ahol legtöbbször a munkaadó a díj fizetője. Mivel általában nagy számú biztosítottról van szó, a biztosítási díj jelentősen alacsonyabb, mint az egyének által köthető hasonló kockázati életbiztosításnak. Nem névre szóló biztosítás, ezért nem befolyásolja a munkavállalók fluktuációja.
Járadékbiztosítás: a biztosított életben léte alatt szolgáltat, jellemzően nyugdíj-kiegészítés céljából kötik.
Term fix életbiztosítás: fix lejárattal rendelkező életbiztosítás, ami lejáratkor mindenképpen kifizetéssel jár. A biztosított halála esetén a halál időpontjától kezdve nem kell fizetni a biztosítási díjat. Elsősorban a gyermek számára történő előtakarékosság motiválja term fix életbiztosítás kötését. Ilyenkor a biztosított (szülő) halála esetén is garantált összeget kap a kedvezményezett (gyermek).
Temetési biztosítás: a biztosított halála esetén a temetési költségek rendezésére szolgál, tulajdonképpen temetési költségekre való előtakarékosság. 
Vegyes életbiztosítás: fix tartammal rendelkező életbiztosítás, halál esetén, vagy lejáratkor szolgáltat. Ez egy vegyes felvágott, ötvözi a kockázati életbiztosítást a megtakarítással. Mivel előre garantált a kifizetés nagysága, általában elég ráfizetéses az ügyfélnek ilyen termékben gyűjteni a pénzét.
Unit-linked életbiztosítás: fix tartamú, vagy teljes életre szóló megtakarítás vagy befektetés célú életbiztosítás. Halál esetén, vagy lejáratkor fizeti ki a biztosított egyéni számláján kalkulált biztosítási érték 100%-át. Az 1990-es közepétől terjedt el Magyarországon. Nagyon divatos megtakarítási jellegű biztosítás, az ügyfél a megtakarításait a saját maga által választott eszközalapokban gyűjtheti, felvállalva azoknak minden kockázatát és élvezve elvileg azoknak hasznát is. Innen is a neve: befektetési egységekhez kötött életbiztosítás. A unit linked termékek biztosítás jellegű elemeket jellemzően csak az adókedvezmények miatt tartalmaznak, de külön köthetőek hozzájuk kiegészítőként. Kifejezetten a megtakarítást szolgálnák. A legtöbb ügyfél azonban csalódik ebben a biztosítási formában, mert olyan költséglevonásokkal szembesül, amelyekre nem számított. Az e biztosításra jellemző MLM ügynöki értékesítés jellegéből adódóan az értékesítés során esetlegesen elkövetett téves, vagy hiányos tájékoztatásért nagyon nehéz az utólagos felelősségre vonás. Ezen okból és a tömeges panaszok miatt a PSZÁF-nél már többször felmerült e terméktípus MLM rendszeren keresztüli értékesítésének betiltása is.